# بنتوز
بنتوز هو جزيء سكر أحادي يحتوي على خمسة ذرات كربون. من الأمثلة على البنتوز: الريبوز والزيلوز والليسكوز وغيرها، يعتبر الريبوز وصيغته (C5H10O5) من أهمها حيث يشكل الريبوز جزءاً أساسيًا في تكوين الرنا كما أن له علاقة بتكوين سكر الديوكسيريبوز (Deoxyribose) الذي يشكل الهيكل الجانبي للدنا.
كلمة Pentose من اللغة اليونانية Pento وتعني 5 . يعتبر جزيء البنتوز أحد العناصر الأساسية في بناء الحمض النووي DNA ; RNA
تصنف البنتوزات في مجموعتين : ألدوبنتوزات تحوي مجموعة وظيفية ألدهايد في الموقع 1 ؛ و كيتوبنتوزات لها مجموعة وظيفية كيتون في الموقع 2 أو 3.

## الدوبنتوز
الألدوبنتوزات لها ثلاثة مراكز فراغية ولهذا فلها 8 (2^3) تصاوغات فراغية ممكنة.
| D-عربينوز | D-Lyxose | D-ريبوز | D-زيلوز |
| L-عربينوز | L-Lyxose | L-ريبوز | L-زيلوز |

## كيتوبوزات
2-كيتوبوز لكل منهما مركزين فراغيين ، وبناء على ذلك فلهم 4 (2^2 =4) من التصاوغات الشكلية.
من النادر وجود 3-كيتوبوز .
التصاوغات كالتالي:
| D-Ribulose | D-زايلولوز |
| L-Ribulose | L-زايلولوز |

## البنتوزات وأهميتها في الأحياء
D-ريبوز وأختها المختزلة D-ريبوز منقوص الأكسجين هما من الجزيئات الأساسية في بنية الدنا (الحمض النووي الريبوزي منقوص الأكسجين).
ويعمل الـ D-Ribulose كمستقبل لـ ثاني أكسيد الكربون في التمثيل الضوئي للنبات.
كما أن التمثيل الغذائي وتكون البنتوز عن طريق نزع الكربوكسيل من هكسوزين ، فهو يدخل في دورة البنتوزفوسفات . وينتهي التفاعل بأكسدة الغلوكوز-6-فوسفات بواسطة إنزيم Glucose-6-phosphat-Dehydrogenase ، حيث تقع المورثة على الكروموسوم إكس في الإنسان. الاختلال فيها يؤدي إلى عدة اشكال من المرض ( مثلما في تكون الدم ) ، وزيادة الحساسية لبعض أنواع الدواء.

## اقرأ أيضا
- ريبوز 5-فوسفات